# طابية عرابي (دمياط)
طابية عرابي أو قلعة دمياط وتعرف أيضًا باسم قلعة كوبري الصفارة، هي طابية عسكرية مهجورة تقع الشاطئ الشرقى من النيل بمدينة عزبة البرج، في مواجهة منطقة الجربى وبالقرب من شاطئ رأس البر بمحافظة دمياط.

## التاريخ

### العصر الإسلامي
أمر الخليفة العباسي المتوكل من والي مصر بناء برجين دفاعيين عند بوغاز النيل على الجانبين الشرقي والغربي للنهر، بعد أن هاجم البيزنطيون دمياط ونهبوها وأسروا بعض أهلها في سنة 853 م، كما أغاروا على حصن الأشتوم شرقًا وأضرموا فيه النيران قبل انسحابهم. على أثر ذلك، أمر الخليفة من والي مصر عنبسة بن إسحاق حينها ببناء الحصون والأسوار للدفاع عن دمياط من أخطار الغارات والغزوات الخارجية وبدأ البناء في العام التالي سنة 239 هـ (854 م). كان يربط بين البرجين سلسلة حديدية إذا شُدت تغلق نهر النيل وتمنع سفن الغزاة من المرور، وقد أخذت عزبة البرج اسمها من البرج الشرقي.

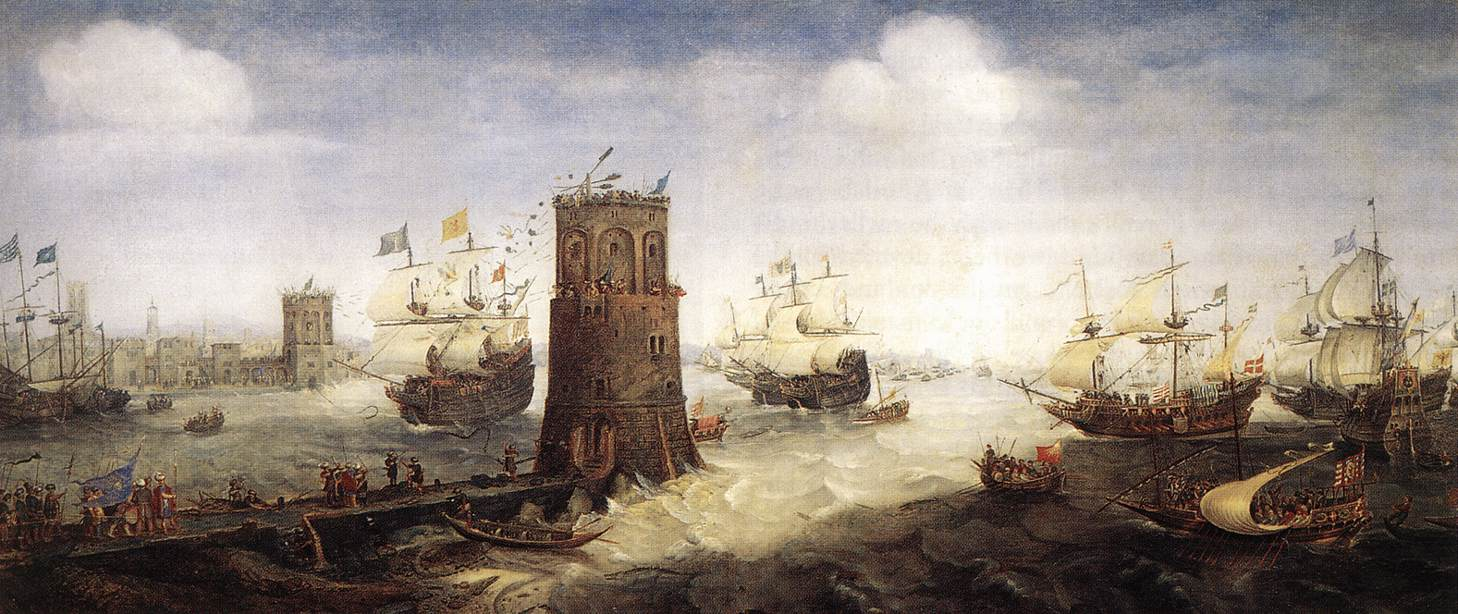
الصليبيون يهاجمون برج دمياط، من أعمال كورنيليس كلايسز فان فيرينغن.

بلغت الهجمات على دمياط ذروتها في فترة الحروب الصليبية إبان عهد الأيوبيين، هاجم الصليبيون دمياط في 1218 م خلال الحملة الصليبية الخامسة، كانت المدينة شديدة التحصين، يحميها 3 أسوار و28 برج وخندق مائي، وكان أعصاها على الصليبين البرج الشرقي الواقع على النيل والذي هاجموه مرارًا من 24 يونيو حتى سقط في 25 أغسطس واستسلمت حاميته. عقب ذلك، ضرب الصليبيون حصارًا حصارًًا على المدينة، وفي أوائل نوفمبر 1219، وجدوا أن أهلها فتكت بهم المجاعة والأمراض. ظل الصليبيون في دمياط لعامين آخرين حتى رحلوا عنها في يوليو 1221. هاجم الصليبيون المدينة مجددًا في 1249 م خلال الحملة الصليبية السادسة واستولوا عليها بلا مقاومة تذكر.

### التاريخ الحديث
يبدو أن أبراج دمياط وتحصيناتها لم تلقى العناية الكافية في العهد العثماني فتصدعت وتهدمت، وبقدوم الحملة الفرنسية، ثارت دمياط بقيادة حسن طوبار زعيم المنزلة على جنود الحملة في أوائل سبتمبر 1798، كما ثار أهالي عزبة البرج بدورهم على الحامية الفرنسية بقريتهم وقتلوا من رجالها ثمانية، وسرعان ما أخمد الفرنسيون هذه الثورة وأضرموا النار في قرية الشعراء التي تحصن بها بعض رجال طوبار، ولما سمع أهالي عزبة البرج بما وقع لقرية الشعراء آثروا الرحيل عن ديارهم خوفًا من انتقام الفرنسيين، فتركوا قريتهم مبحرين بمراكبهم تجاه عكا. نفذ الفرنسيون انتقامهم بالفعل فقوضوا منازل عزبة البرج، لكن خطر الأساطيل العثمانية والبريطانية التي هددت وجودهم في مصر، دفعتهم لإقامة طابية حربية بها وطابيتين شمالها على الجانب الشرقي والغربي «الشيخ يوسف» على مدخل بوغاز النيل في نفس موضع أنقاض البرجين اللذين أمر الخليفة المتوكل ببنائهما.
بعد رحيل الحملة الفرنسية وتولي محمد علي باشا سدة الحكم، عني بالطابية وجددها لأهميتها الدفاعية عن السواحل الشمالية لمصر وكذلك فعل عباس الأول والخديوي إسماعيل، الذي أبدى اهتمامًا بعمارتها فرفع سُمك أسوارها وزاد من تحصينها، بجانب تطهير الخندق لأهميته البالغة وقتها. وخلال مقاومة الغزو البريطاني لمصر في 1882 تحصنوا بها بعض العُرابيين بقيادة الأميرالاي عبد العال حلمي، للدفاع عنها إذا حاول الإنجليز دخول مصر من مصب النيل، لكن بعد هزيمة التل الكبير وتسليم طابية الجميل إلى الإنجليز ضعفت العزائم وأرسل الإنجليز قوة قبضت على الأميرالاي عبد العال حلمي في الطابية بعد رفضه التسليم، بعدها سرح الإنجليز جنود الطابية وقوضوا تحصيناتها وأتلفوا مدافعها، لذلك يعزو سبب تسمية الطابية بطابية عُرابي إلى تحصن العُرابيين بها وتحصينهم إياها وكانت تُسمى سابقًا باسم «قلعة العزبة»، و«طابية عزبة البرج» و«القلعة الكبرى بعزبة البرج».
ظلت الطابية في طي النسيان ولما قامت حرب العدوان الثلاثي 1956، هُيأت لإيواء المُهجرين من مدن القناة، وأضيف إلي مبانيها طابق ثالث لتستوعب أكبر عدد من الأُسر المُهجرة.

## الوصف المعماري
تبلغ مساحة الطابية 60 ألف م2 أي ما يعادل 14.3 فدانًا تقريبًا، بجانب خطوط تجميل حرم أثري بالقرار 201 لسنة 1987 مقداره 20 م من جميع الجهات ما عدا الجهة الشمالية الغربية التي يعد طرح النيل حرمًا طبيعيًا لها، وبذلك زادت مساحة الطابية مع الحرم الجديد لتبلغ حوالي 25 فدانًا تقريبًا ويقسمها طريق طولي ممتد إلي الجنوب وتشكل الطابية مستطيلًا طوله من الشمال إلي الجنوب حوالي 300 م وعرضه من الشرق إلي الغرب 200 م.

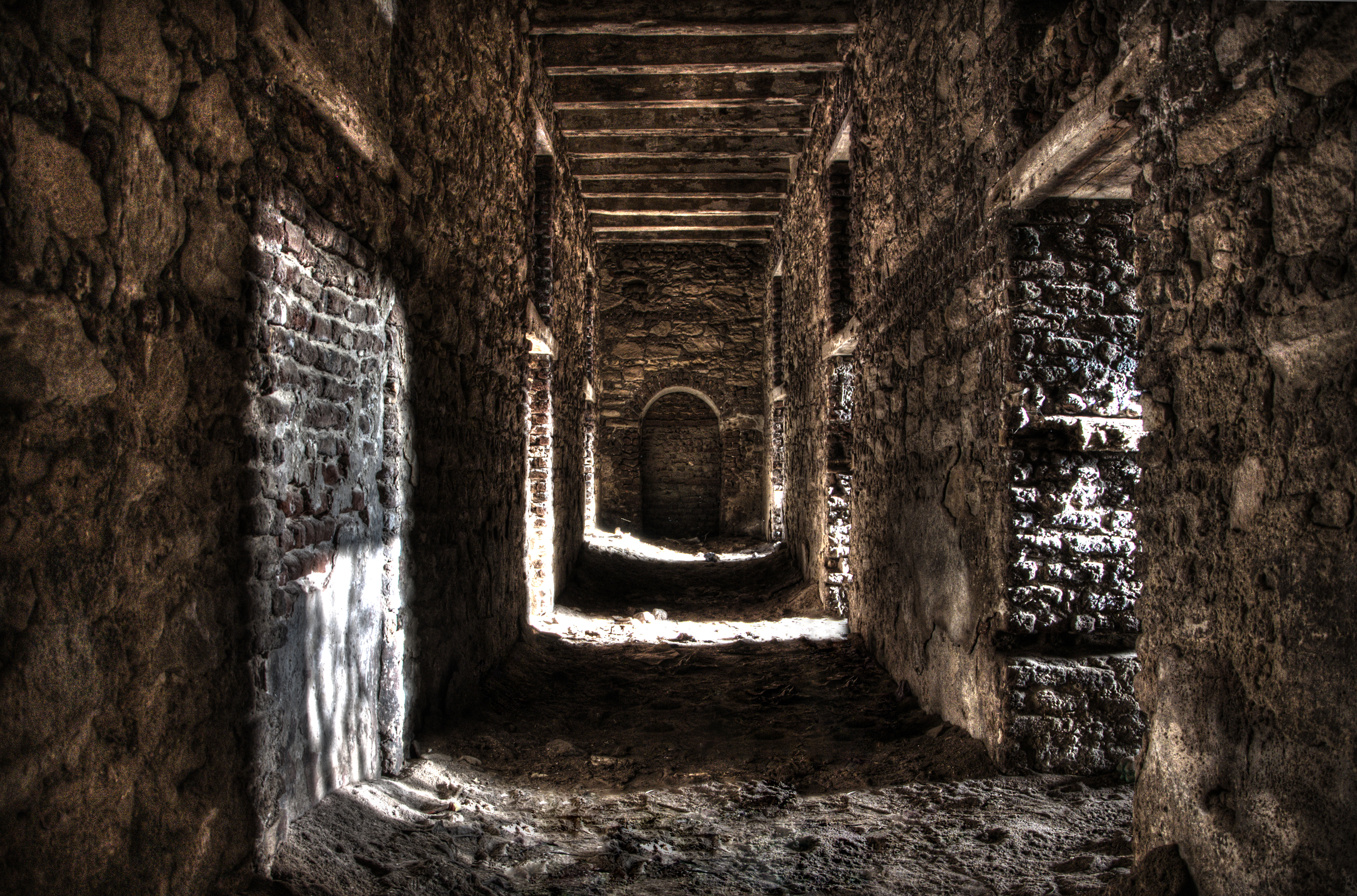
طابية عرابي من الداخل

تتألف الطابية من ثلاثة أقسام رئيسية:
- القسم الأول: يشمل سورين يفصل بينهما خندق باتساع 15 م والتى تمثل خطًا دفاعيًا متكاملًا وحتى يستطيع هذا الخط أن يحقق مهمته بكفاءة كان لابد من سهولة تزويدها بما يحتاج إليه الجند من مؤن وسلاح وتحصينات

للحماية بإقامة الأبراج على مسافات قريبة لسهولة الاتصال بين الجند والمرابطين وتنظيم العمل حيث تم تزويدها بالخنادق والممرات والماغل والأبراج.
- القسم الثانى: يشمل المبانى الواقعة بالواجهة الغربية من الطابية وتطل مباشرة على النيل بالإضافة إلى بعض الأجزاء من الأسوار المتهدمة. ومنها مبنى مستطيل دعمت كل واجهاته الخلفية والغربية والشرقية بثلاث دعامات ضخمة من الحجر حيث يغطى سقفه شكل جمالوني ويعتقد أنه كان يستخدم كمشنقة أو سجن حيث اشتمل تخطيط الطابية على بناء قشلاق كبير (حاصل) في عهد عباس حلمي الأول وعدة مخازن للبارود والمهمات وصهريج كبير كان يمد الحامية بالمياه وقت غياب الفيضان.
- القسم الثالث: يقع بالناحية الشرقية ويشمل أيضًا عدة مبانى من المرجح أن يكون أحدهما مسجد المغربي الصغير الذي تركه الفرنسيون قائمًا وسط الطابية عند بنائها بأنقاض مباني عزبة البرج التي هدموها،[11] وهناك أيضًا منزل الحكمدار وعدة مخازن للمهمات ويفصل بين القسمين الثانى والثالث طريق حديث مرصوف حديثًا، ومن أهم مبانى هذا القسم مبنى كبير من الطوب الاحمر يتكون من مساحة مستطيلة مقسمة بائكتين من خلال خمس دعامات مستطيلة ضخمة تحمل أربع عقود نصف دائرية مسقوفة بقبو نصف دائرى ويعتقد أن هذا المبنى استُخدم كمذبح أو غرفة لإعداد الطعام لجند الطابية، كذلك يضم أربعة اسطبلات للخيول كل منها مسقوف بقبو نصف دائرى.[19]

كذلك توجد دورات خطوط النيران المتمثلة في السور الداخلي للطابية الخارجي للخندق بارتفاع حوالي نصف متر تقريبًا، كما توجد بقايا الأبراج التي علي جانبي المدخل الشرقي للطابية وبها بعض المزاغل لإطلاق النار، وجميع هذه المباني مهدمة حاليًا.

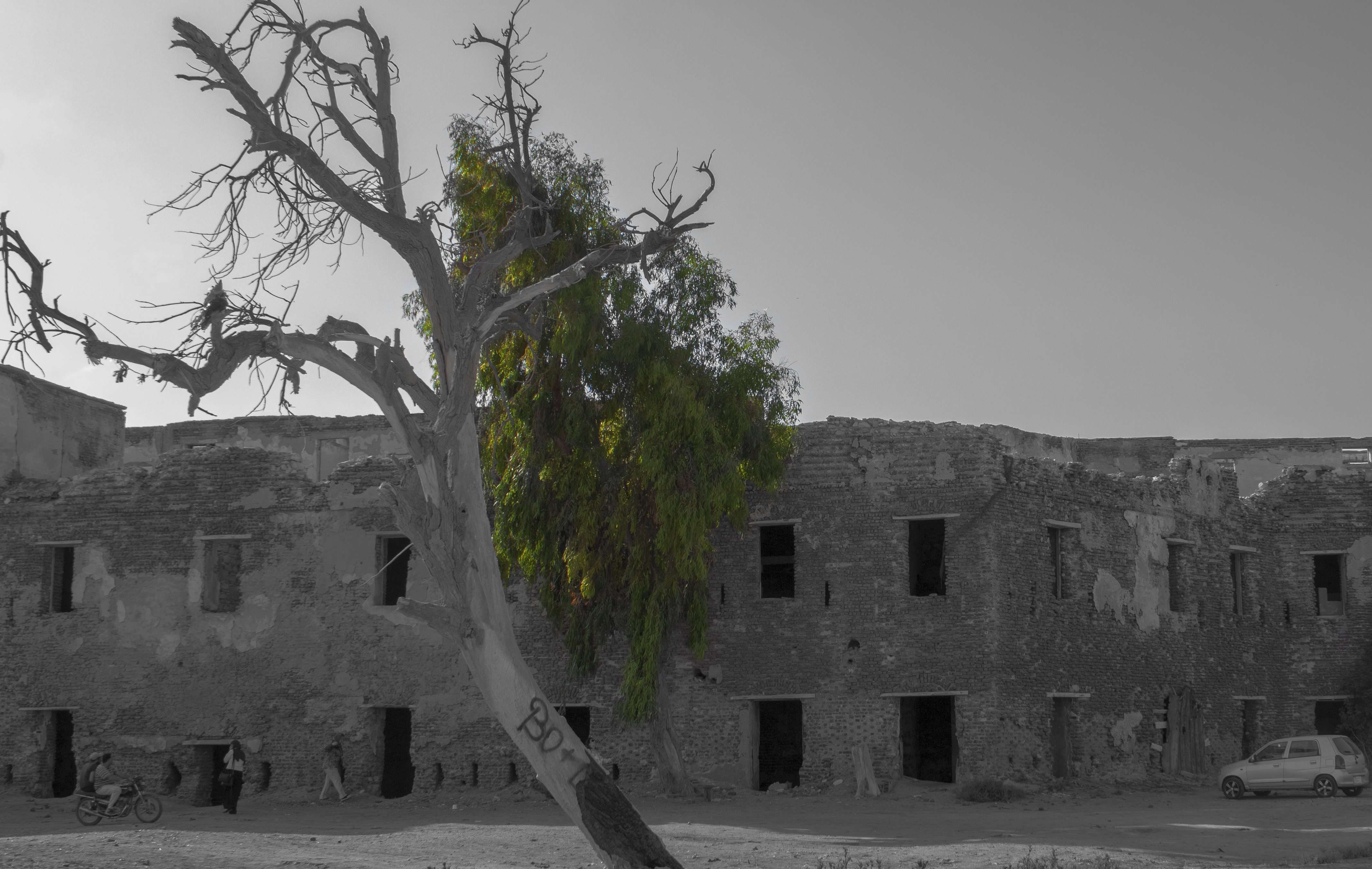
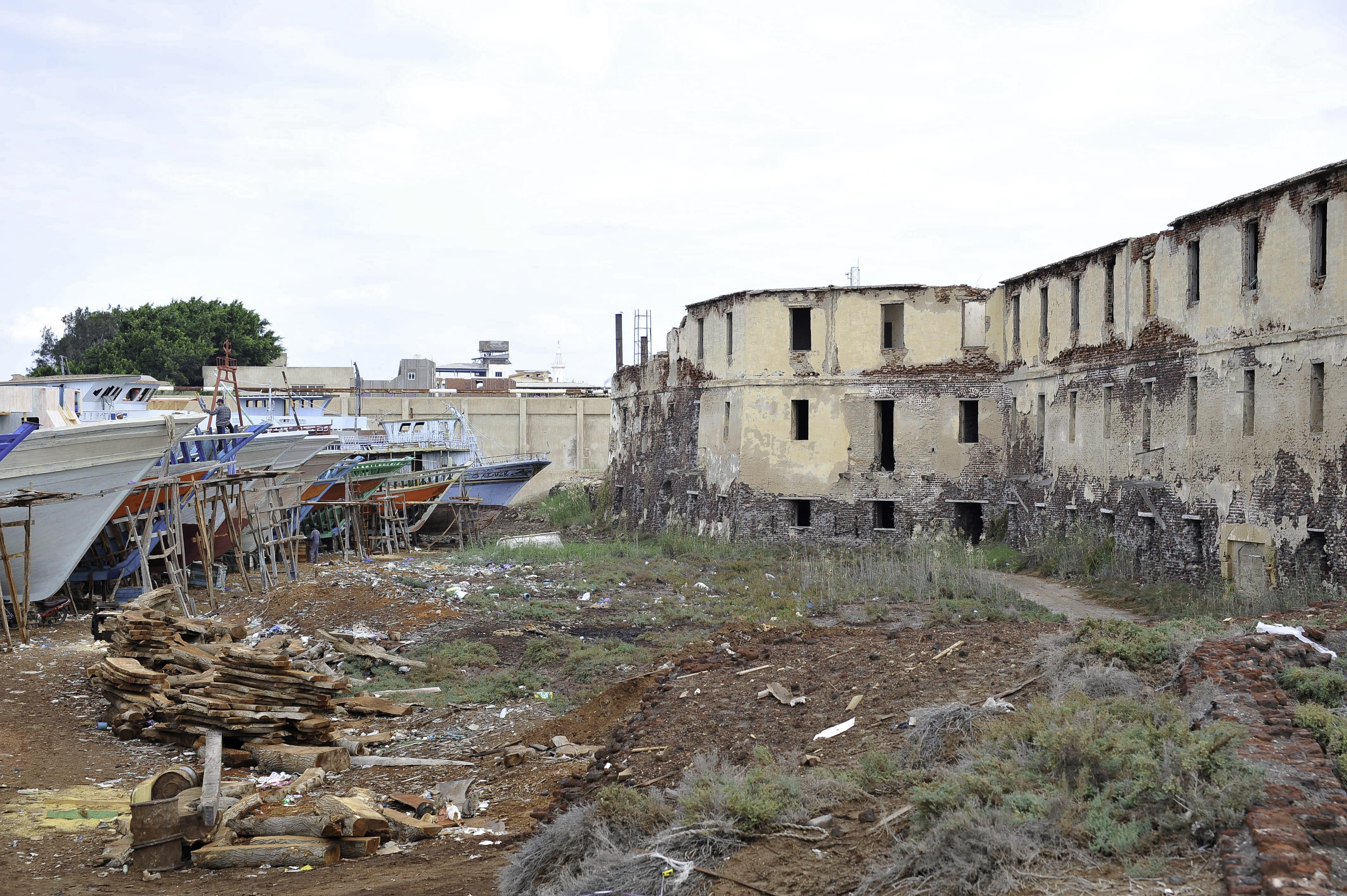
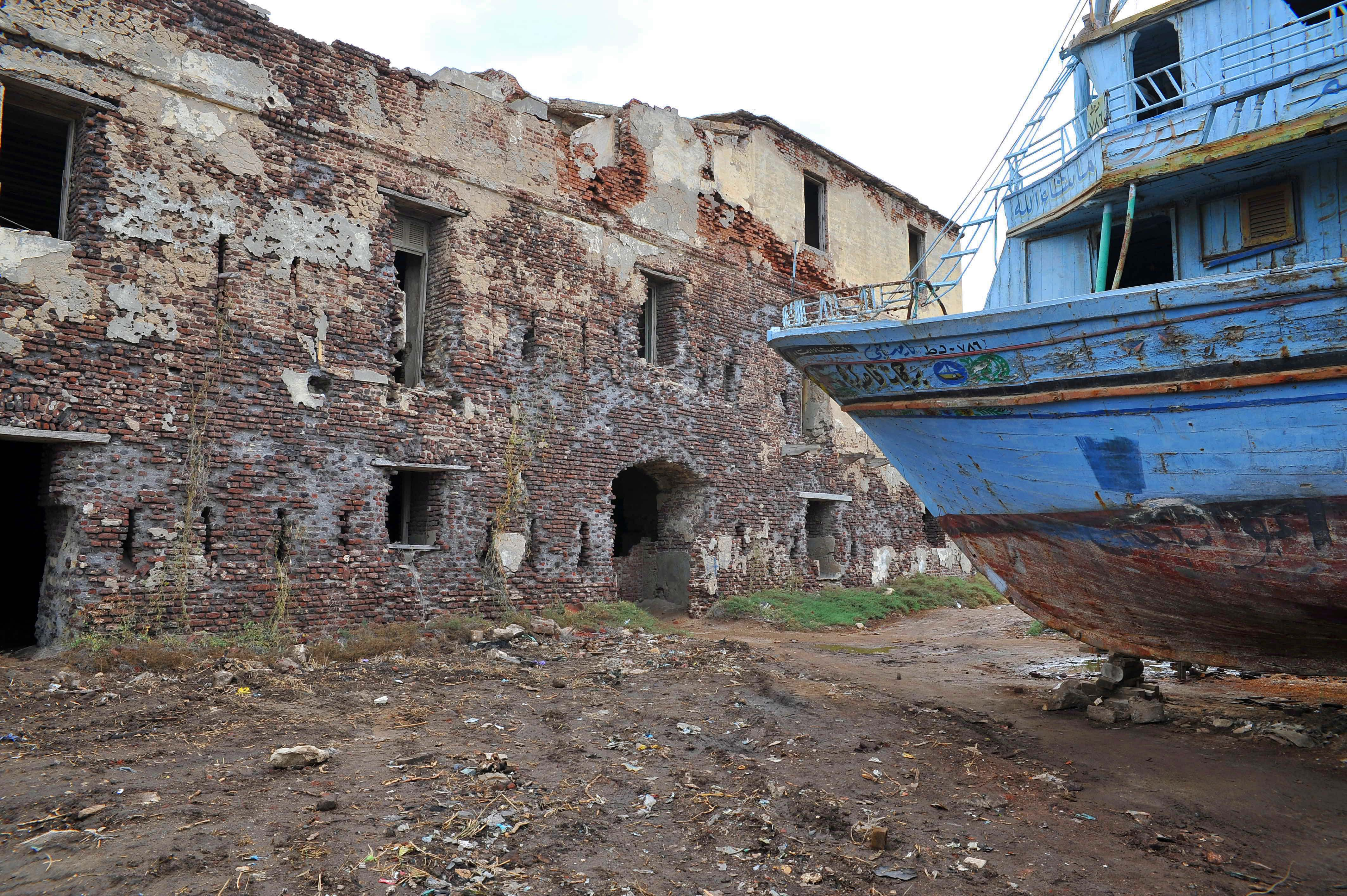

## الوضع الحالي
منذ نهاية السبعينيات والطابية في وضع مزري ومع مرور الوقت تحولت إلى وكر مهجور للخارجين على القانون ومكب للقمامة وانتشرت فيها القوارض والكلاب كما أن مبانيها المتبقية تعاني من التصدع والإهمال، على الرغم من تسجيلها في عداد الآثار الإسلامية بالقرار رقم 21 لسنة 1985 ولم تجر بها أي أعمال صيانة أو حفر إلا كشف السور الخارجى للخندق، وذلك في 1989. بجانب ذلك، أصدرت وزارة الآثار المصرية قرارًا بترميم الطابية عرابى منذ 2005، إلا أنه لم يدخل حيز التنفيذ.
كما كان هناك مشروع لتطوير الطابية بتمويل من الاتحاد الأوروبى والمعهد الفرنسى للدراسات الشرقية ولكن توقف المشروع بسبب أحداث ثورة 2011 ولم يتم تنفيذ سوى سور لحماية الطابية بتكلفة قدرها 2 مليون جنيه.